# Metatropiphorus belfragii
Metatropiphorus belfragii är en insektsart som beskrevs av Reuter 1872. Metatropiphorus belfragii ingår i släktet Metatropiphorus och familjen fältrovskinnbaggar. Inga underarter finns listade i Catalogue of Life.